# ガヴル
ガヴル （Gâvres、ブルトン語:Gavr）は、フランス、ブルターニュ地域圏、モルビアン県のコミューン。

## 地理

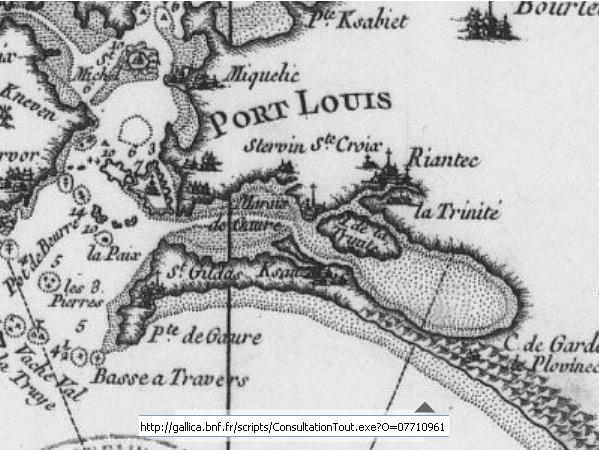
1750年の地図。ポール＝ルイ要塞の南にある細い半島の先端がガヴル

ガヴルはグロワ島の東側、ロリアン湾の入口にある半島に位置する。元々は半島の先にある岩だらけの島だったが、砂州によって本土とつながった、いわゆる陸繋島となっている。本土と平行な半島であり、満潮になると小ガヴル海（la petite mer de Gâvres）という面積350ヘクタールものラグーンを形成する。ラグーンでは昔からハマグリなど貝類が採られている。
同じ小郡内のプルイネック（fr）へ行くには、半島に通じる道路を行く必要がある。
ガヴル半島は、海洋性気候や多様な海洋生物の恩恵を受ける、脆弱な海岸線を持つ。しかし、気候変動に対して特に弱い。
コミューン沖の海砂採掘計画が持ち上がると、ガヴル半島海岸線保護協会との戦いが始まった。メディアの報道によれば、計画は凍結されて住民を安心させた。
ブルターニュの海岸の1/5は、海面水位の上昇で発生する海水準変動または海岸浸食にさらされている。ガヴル近辺は既に海水面の高さより下回っており、まちは2001年の嵐、さらに2008年も甚大な被害を受けた。

## 歴史
17世紀から18世紀にロリアン港やポール＝ルイの開発が並行して行われ戦略上の重要な土地となるまでは、まちの歴史は沿岸漁業、そしてイワシ漁に代表される近海漁業とつながってきた。

## 観光
ガヴルの子供たちが数世代にわたって遊び場としてきた墳丘墓は、古墳の下の通路にあるドルメンである。
美しい砂浜や岩の海岸があり、2つのキャンプ場がある。賃貸アパートもある。
第二次世界大戦に設置された、装甲扉や砲床、迫撃砲や機関銃を備えたブンカーがいまだ多く残っている。これらのブンカーは、かつてドイツ海軍の重要な基地であったロリアン港の入口を守るためにつくられていた。

## 人口統計
| 1962年 | 1968年 | 1975年 | 1982年 | 1990年 | 1999年 | 2006年 |
| ------ | ------ | ------ | ------ | ------ | ------ | ------ |
| 1205   | 1166   | 1076   | 939    | 848    | 893    | 813    |